# Крупко Семен Никифорович
Семен Никифорович Крупко (9 травня 1891, село Казенна Крива Руда Полтавської губернії, тепер село Крива Руда Семенівського району Полтавської області — розстріляний 24 жовтня 1937, Київ) — український радянський діяч, голова Лубенського і Криворізького окружних виконавчих комітетів, голова Верховного Суду Української СРР. Член ВУЦВК.

## Біографія
Народився у багатодітній селянській родині. У 1911 році закінчив педагогічні курси в місті Кременчузі, вчителював у сільській школі. Навчання продовжив у Феодосійському вчительському інституті, який закінчив у 1915 році.
Член Партії соціалістів-революціонерів з 1912 року.
У 1915—1917 роках служив у російській імператорській армії, учасник Першої світової війни.
З квітня 1917 року — голова революційного комітету Кавказького військового округу, член Тифліської ради робітничих і солдатських депутатів, член виконавчого комітету, а згодом голова виконавчого комітету Головинської районної ради міста Тифліса (нині місто Тбілісі, столиця Грузії) й одночасно був заступником голови есерівського партійного комітету цього району.
У 1918 році повернувся в Україну, брав участь у партизанському русі.
Член РКП(б) з 1919 року.
До 1924 року працював головою Полтавської губернської арбітражної комісії.
У 1924—1926 роках — голова виконавчого комітету Лубенської окружної ради.
У травні 1926—1927 роках — голова виконавчого комітету Криворізької окружної ради.
У 1927—1928 роках — головний інспектор Харківського окружного відділу народної освіти УСРР.
У серпні 1928 — серпні 1929 року — голова Верховного Суду Української СРР.
З 1929 року — член особливої колегії Найвищого нагляду в земельних справах.
На 1929—1932 роки — заступник постійного представника РНК Української РСР при РНК СРСР.
До 1937 року — завідувач обласного відділу народної освіти Дніпропетровського облвиконкому.
23 жовтня 1937 року заарештований органами НКВС. Розстріляний. Посмертно реабілітований 16 липня 1957 року.